# Reviktimisering
Reviktimisering, 'att återbli offer', är ett viktimologiskt fenomen som innebär att vissa brottsoffer statistiskt sett löper förhöjd risk att drabbas igen av liknande brott. Brottsoffren har som regel varit utsatta för våld, övergrepp och integritetskränkningar.
Fenomenet brukar framför allt tillskrivas de som har upplevt sexuella övergrepp som barn, de som har blivit våldtagna, och personer som drabbats av våld i nära relationer, men kan utvidgas till fler former av våldsbrott och integritetskränkningar. Statistiskt sett ökar risken för reviktimisering av posttraumatisk stress, stor alkoholkonsumtion eller droganvändning, funktionsnedsättning, sexuella högriskbeteenden, samt av att i ung ålder ha utsatts för sexuella övergrepp. 
Orsaken till reviktimisering kan vara en nedsatt igenkänning inför hot, en dysfunktionell livshanteringsstrategi, försämrad självuppskattning, eller att de tidigare brotten eller substansmissbruk leder personen till högriskmiljöer.